# 伪环
抽象代数，一个伪环（即无乘法单位环）是代数结构环的研究过程中，专指无乘法单位元素的环，“rng” 代表沒有乘法单位元素（英："multiplicative identity"）的環（ring）。

## 正式定义
一个个伪环是集合R有两个二元运算（+·），称为“加”和“乘法”。乘法对加法满足分配律：
- （R+）阿贝尔群
- （R，·）是半群

伪环同态除了要求f(1) = 1被丢弃，就像环同态，伪环同态是f : R → S ：
对R中所有x ， y 都：
- f(x + y) = f(x) + f(y)
- f(x·y) = f(x)·f(y)

伪环同态其实是这样一种环同态,即一个环非单位元素映射到另一个环的非零因子元素。